# Хвостатка абдоминалис
Хвостатка абдоминалис (Satyrium (Nordmannia) abdominalis) — дневная бабочка из семейства голубянок.

## Систематика
Статус таксона является дискутабельным. После выхода книги по бабочкам Турции (Hesselbarth et al., 1995), таксон abdominalis на основании морфологических признаков и строения гениталий рассматривался в качестве самостоятельного вида. Впоследствии ряд авторов также рассматривали таксон в качестве самостоятельного вида.
В 2012 году было проведено исследование молекулярно-генетических маркеров (COI и ITS2), которое, по мнению его авторов, свидетельствовало о том, что этот таксон можно рассматривать только как подвид Satyrium acaciae (Fabricius, 1787).

## Описание
Длина переднего крыла 13—15 мм. Фоновая окраска верхней стороны крыльев у обоих полов темно-бурая. На переднем крыле самца андрокониальное пятно не заметно. Задние крылья с двумя маленькими оранжевыми пятнышками: одно у заднего угла, другое у основания короткого хвостика. Нижняя сторона крыльев желтовато-серая, без коричневого оттенка.

## Ареал
Закавказье, Дагестан, Турция, Сирия, Ливан, Северо-Западный Иран.
На Кавказе вид населяет горные склоны, покрытые спиреей, трагакантовыми астрагалами, держи-деревом, курчавками и другими сухолюбивыми кустарниками, на высотах до 1500 метров над уровнем моря.

## Биология
За год развивается в одном поколении. Время лёта наблюдается с начала июня до начала августа. Самки откладывают яйца по одному или небольшими группами в пазухах ветвей кормового растения. Куколка бурого цвета, выпуклая, покрыта многочисленными довольно длинными белыми волосками